# Nina Adlon
Nina Adlon, geborene Berten (* 28. Dezember 1972 in Düsseldorf), ist eine deutsch-österreichische Opernsängerin (Sopran), Filmschauspielerin und Gesangscoachin.

## Werdegang
Nina Adlon begann ihre musikalische Ausbildung im Alter von zwölf Jahren. Sie absolvierte Jungstudien in den Fächern Klavier und Gesang an der Folkwanghochschule Essen und dem Moskauer Konservatorium.
Ihre Studien setzte sie an der Robert Schumann Hochschule Düsseldorf und der Johannes Gutenberg-Universität Mainz fort und schloss sie mit Auszeichnung im Fach Gesang und mit einem Diplom (Mag.) als Gesanglehrerin ab.
Adlon wurde auf Empfehlung von Dietrich Fischer-Dieskau, einem ihrer Gesangsprofessoren, von August Everding und Christian Thielemann als Pamina in Mozarts „Zauberflöte“ in Berlin engagiert. Diesem Engagement folgten weitere Engagements, etwa an das Staatstheater Wiesbaden, die Oper Bonn, das Salzburger Landestheater, die Salzburger Festspiele, die Opéra de Monaco, das Auditorio Nacional de Música in Madrid, das Konzerthaus Berlin, den Wiener Musikverein oder das Wiener Konzerthaus. Auch für Funk und Fernsehaufnahmen beim Südwestrundfunk, bei Arte und dem ORF wurde sie engagiert.
In dem 2010 entstandenen Kinofilm Mahler auf der Couch, der auch für den Filmpreis „Oscar“ nominiert war, verkörperte sie die Rolle der Anna von Mildenburg.
Das breit gefächerte Repertoire von Nina Adlon erstreckt sich von Mozart, Schubert, Schumann, Brahms, Strauss, Wagner, Britten, Messiaen bis Berg.
Nina Adlon setzt sich für junge Nachwuchskünstler ein, unterrichtet und fördert sie. Sie ist seit September 2018 Mitglied der Jury des „Fanny Mendelssohn Förderpreises“ in Hamburg.
Auf humanitärem Gebiet setzt sie sich weltweit in verschiedenen karitativen Einrichtungen und Organisationen für Kinder in Not ein und ist seit 2018 Konsulin im „Netzwerk des Helfens“ des Wiener Roten Kreuzes.

## Privates
Sie ist seit 2012 mit Felix Adlon (* 1967) verheiratet, dem Sohn des von Percy Adlon (1935–2024).  Sie haben einen gemeinsamen Sohn und fünf erwachsene Kinder aus ihren ersten Ehen. Sie leben in Wien und der Wachau.

## Repertoire (Auswahl)
- Alice Ford in „Falstaff“ von Giuseppe Verdi[6]
- Miss Jessel in „The Turn of the Screw“ von Benjamin Britten
- Saffi in „Der Zigeunerbaron“ von Johann Strauss (Sohn)
- Arminda in „La finta giardiniera“ von Wolfgang Amadeus Mozart
- Marie/Mařenka in „Die verkaufte Braut“ von Bedřich Smetana
- Erste Dame in „Die Zauberflöte“ von Wolfgang Amadeus Mozart
- Sylva Varescu in „Die Csárdásfürstin“ von Emmerich Kálmán
- Micaëla in „Carmen“ von Georges Bizet
- Jungfer Marianne Leitmetzerin in „Der Rosenkavalier“ von Richard Strauss
- Lady Billows in „Albert Herring“ von Benjamin Britten

## Auszeichnungen und Preise
- Preisträgerin beim Bundeswettbewerb Gesang Berlin
- Preisträgerin beim „Meistersingerwettbewerb Nürnberg“
- Stipendiatin der Studienstiftung des deutschen Volkes
- Stipendiatin des Richard Wagner Verbandes International eV.